# Літературна премія імені Володимира Свідзінського

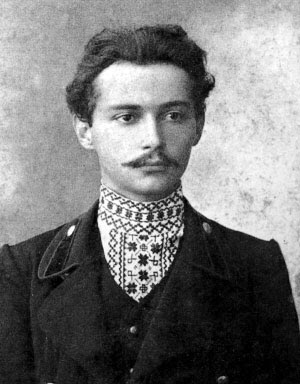
Володимир Свідзінський

Володимир Євтимович Свідзінський — поет, незаслужено замовчуваний у радянській Україні. Сьогодні його ім'я повертається в українську літературу. Премія заснована Лігою українських меценатів та журналом «Київ» у лютому 2000 року. Надається за нові поезії, які стали взірцем глибинного ліризму в дусі традицій Володимира Свідзінського і помітним явищем сучасної української поезії.

## Лауреати

### 2020 рік
- Олександр Вертіль за поетичну книжку «Геометрія вогню» (Суми : Мрія, 2018)[2]
- Надія Гаврилюк за поетичну книжку «Рентген у позачассі» (Дрогобич : Коло, 2019)[3]

### 2016 рік
- Іван Малкович за книжку «Подорожник»[4]

### 2015 рік
- Станіслав Чернілевський за збірку поезій «Чеський зошит»[5]

### 2014 рік[6]
- Борис Гуменюк за поетичну збірку «Вірші з війни»
- Борис Руденко за збірку поезій «Оселі»

### 2013 рік[7]
- Надія Степула за збірку поезій «Джмелиний блюз»
- Любов Голота за збірку поезій «Жіночий апокриф»

### 2012 рік
- Леонід Горлач за віршовані історичні романи «Мамай» і «Мазепа»[8]

### 2011 рік
- Дмитро Кремінь

### 2010 рік
- Теодозія Зарівна за книгу віршів «Провінційні розмисли»[9]

### 2009 рік
- Галина Турелик за поетичну збірку «Здвиження»

### 2008 рік
- Валентина Давиденко — за книжку віршів «Флейта Евтерпи» (видавництво «Ярославів Вал»)

### 2007 рік
- Валерій Гужва — за книжку віршів «Вертоград»

### 2006 рік
- Ігор Качуровський

### 2005 рік
- Володимир Базилевський — дві поетичні книжки під однією обкладинкою «Віварій» і «Кінець навігації» (видавець Вадим Карпенко, Київ, 2004).[10]

### 2004 рік
- Анатолій Сірик книга поезій та поем «Тонка нитка лексем» (видавець Марина Косенко, Житомир, 2003).

### 2003 рік
- Костянтин Москалець — книга «Нічні пастухи буття» (видавництво «Кальварія»).
- Петро Перебийніс — «Княжа Лука» (видавництво «Український письменник»).

### 2002 рік
- Василь Герасим'юк — книга «Поет у повітрі» (видавництво «Кальварія», Львів, 2002).
- Степан Сапеляк — книга Страсті по любові" (видавництво «Майдан», Харків, 2000).

### 2001 рік
- Володимир Забаштанський (посмертно) — за книгу "Браїлівські балади"та добірку поезій «Золотіючи свічі» у журналі «Київ» (№ 9-10, 2000).

### 2000 рік
- Світлана Короненко[11]